# Bashir Shihab II
Bashir Shihab II, född 1767, död 1850, var en libanesisk emir som härskade över ett furstendöme i Libanon under 1800-talets första hälft.